# 파토스 (알바니아)

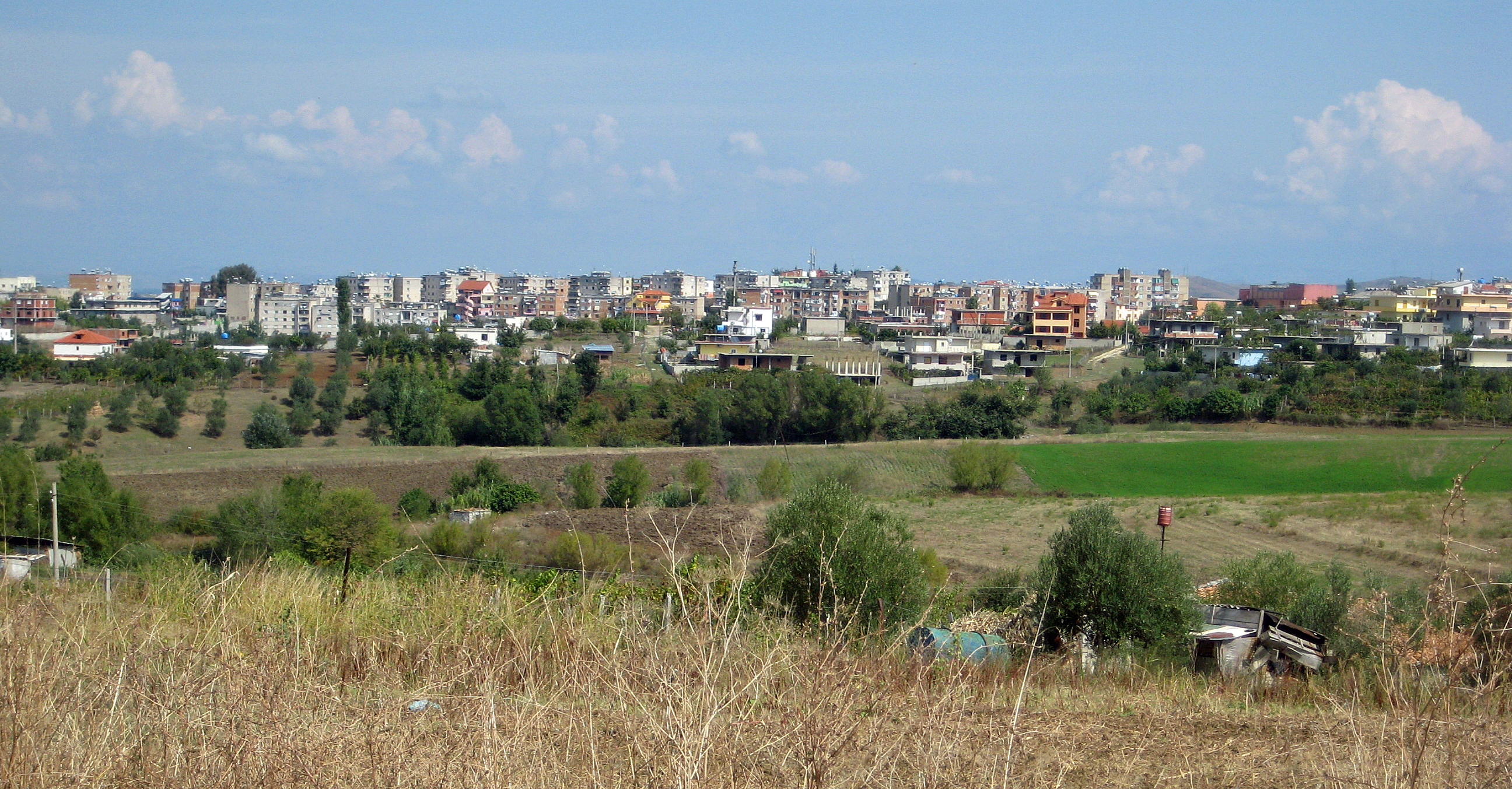

파토스(알바니아어: Patos)는 알바니아 피에르주에 위치한 마을이자 지방자치체이다. 파토스는 2015년 지방 정부의 행정 개혁에 따라, 파토스, 루즈디, 자레즈의 행정 구역을 합친 지방 자치 단체이다. 지방 자치 단체의 중심 구역은 파토스이다. 총인구는 2011년 기준 22,959명이며 총면적은 82.55km2이다. 알바니아 석유 산업의 중심지이며, 피에르에서 남동쪽으로 7km 떨어져 있다.